# Hallormsstaðaskógur
Koordinaten: 65° 5′ 49″ N, 14° 43′ 54″ W
Hallormsstaðaskógur ist der größte Wald in Island.
Er liegt 25 Kilometer südlich von Egilsstaðir am östlichen Ufer des Sees Lögurinn und westlich des Skriðdals- og Breiðdalsvegur  auf dem Gebiet der Gemeinde Fljótsdalur. Seinen Namen hat der Wald von dem Hof Hallormsstaður. In dem Arboretum  wird seit 1903 untersucht, welche Bäume für Island geeignet sind.

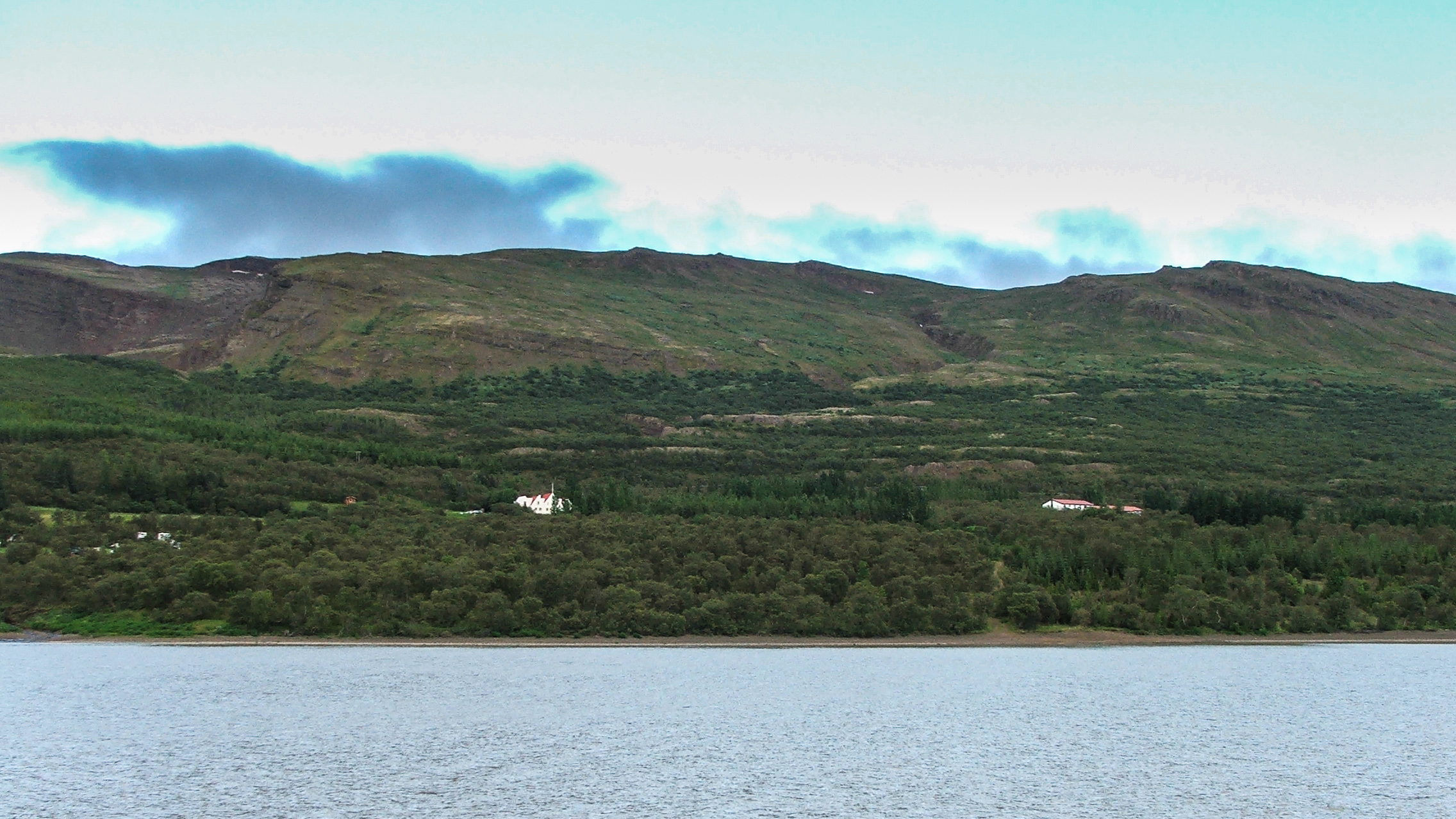
Hallormsstaður vom Lagarfljót aus gesehen.

## Geschichte
1899 verabschiedeten die Althing ein Gesetz zum Schutz von Hallormsstaðaskógur, das schließlich 1905 in Kraft trat. Hallormsstaðaskógur war somit der erste nationale Wald in Island und auch der erste Schritt der Isländer im Naturschutz, da der Wald zum Schutz des „einzigen Buschwaldes in Island“ geschützt wurde.
In den Jahren 1905–1908 wurde ein Zaun gebaut, der allgemein als „Bjarg“ bezeichnet wird. Er erwies sich jedoch als nicht ausreichend gegen die Schafe und wurde daher 1925 erneuert. Dies war jedoch kein absoluter Weideschutz, da sich das Vieh bis 1941 frei im Wald bewegte. 1957 wurde der Zaun über dem nördlichen Teil des Waldes auf den sogenannten Votabjarg verlegt, der Teil des Bergrückens ist, der Hafursá erreicht.
Ab 1947 kaufte die staatliche Forstwirtschaft weitere Flächen auf. Die Umzäunung dieses Landes wurde 1964 abgeschlossen. Die Aufforstung dieser neuen Flächen begann 1965 und war um 1980 weit fortgeschritten.

## Wald
Heute, mehr als ein Jahrhundert nach dem Schutz des Waldes, ist Hallormsstaðaskógur immer noch der größte und bekannteste Wald des Landes. Er dehnt sich in einem Gebiet aus, das rund 300 m. ü. d. M. liegt. Im Jahr 1906 bedeckte die Birke etwa 250 ha innerhalb des Zauns und begann sich nach dem Schutz sofort auszubreiten, ohne dass neue Birken gepflanzt wurden, so dass der Birkenwald jetzt etwa 380 ha Land innerhalb desselben Zauns bedeckt. Zusätzlich wurden auf 200 ha nördlich und südlich der ursprünglichen Umzäunung andere Baumarten gepflanzt. Im Norden wurden große Lärchenwälder gepflanzt, im Süden verjüngt sich die Birke natürlich.
In Hallormsstaður befindet sich auch ein Arboretum mit über 70 Baumarten. Insgesamt gibt es im Wald, dessen Gesamtfläche jetzt 740 ha beträgt, etwa 85 Baumarten von etwa 600 Orten auf der ganzen Welt.

## Freizeiteinrichtungen
Der Wald ist ein beliebtes Erholungsgebiet in einer abwechslungsreichen Landschaft. Im Wald gibt es ca. 40 km Wanderwege, darunter viele markierte Wege. In der Bucht von Atlavík, wo lange Zeit Versammlungen im Freien stattfanden, gibt es heute einen beliebten Campingplatz.